# Macrosiphoniella pseudotanacetaria
Macrosiphoniella pseudotanacetaria är en insektsart som beskrevs av Holman, S. Lee och Havelka 2006. Macrosiphoniella pseudotanacetaria ingår i släktet Macrosiphoniella och familjen långrörsbladlöss. Inga underarter finns listade i Catalogue of Life.